# Nancy M. Hill
Nancy Maria Hill (Boston, Massachusetts, 19 de noviembre de 1833 - Dubuque, Iowa, 8 de enero de 1919) fue una enfermera estadounidense durante la Guerra de Secesión que posteriormente se convirtió en una de las primeras médicas en los Estados Unidos. Se especializó en la obstetricia y fundó lo que ahora se llama los Servicios Familiares de Hillcrest, una organización que da apoyo a las madres solteras y sus hijos en Dubuque, Iowa.

## Biografía
Hill nació en Boston, Massachusetts, en 1833. Sus padres eran William y Harriet (Swan) Hill. Fue bien educada, y asistió la Universidad Mount Holyoke. Ejerció un voluntariado de enfermera durante la Guerra de Secesión, tiempo durante el cual trabajó en el Hospital Armory Square en Washington D. C.
Cuando la guerra acabó, Hill se inspiró en sus experiencias como enfermera a estudiar para un título de medicina y fue admitida a la escuela médica de la Universidad de Míchigan en Ann Arbor. Se graduó en 1874, a la edad de 41 años, convirtiéndose en una de las primeras doctoras estadounidenses. Poco tiempo después, se mudó a Dubuque, Iowa, donde practicó la medicina por 36 años. Ella se especializó en la obstetricia y fue una vez notó que "ella nunca fue una madre pero trajo a alrededor de 1000 niños al mundo."
Hill estableció la Women's Rescue Society of Dubuque en 1896 para proporcionar abrigo y apoyo para madres solteras y sus bebés. Se involucró en la organización hasta 1909, cuando fue forzada a cerrar la instalación residencial como resultado de problemas financieros y su propia vejez. La instalación fue reabierta por Anna Blanche Cook en 1914 bajo el nombre Hillcrest Deaconess Home and Baby Fold y ahora se llama Hillcrest Family Services. Hill murió en 1919 y fue enterrada en el Cementerio Linwood en Dubuque.
Setenta años después de su muerte, Hill fue instalada en el Salón de la Fama de las mujeres de Iowa en 1989.